# San Luis de Shuaro (distrito)
Matahuasi é um distrito da província de Chanchamayo, localizado do Departamento de Junín, Peru.

## Transporte
O distrito de San Luis de Shuaro é servido pela seguinte rodovia:
- PE-5NA, que liga a cidade de Yuyapichis (Região de Huánuco) ao distrito
- PE-5N, que liga o distrito de Chanchamayo (Região de Junín) à Ponte Integración (Fronteira Equador-Peru) - e a rodovia equatoriana E682 - no distrito de Namballe (Região de Cajamarca) [2][3][4]